# (32055) 2000 JS39
2000 JS39 (asteroide 32055) é um asteroide da cintura principal. Possui uma excentricidade de 0.26255880 e uma inclinação de 1.41568º.
Este asteroide foi descoberto no dia 7 de maio de 2000 por LINEAR em Socorro.